# John Marzluff

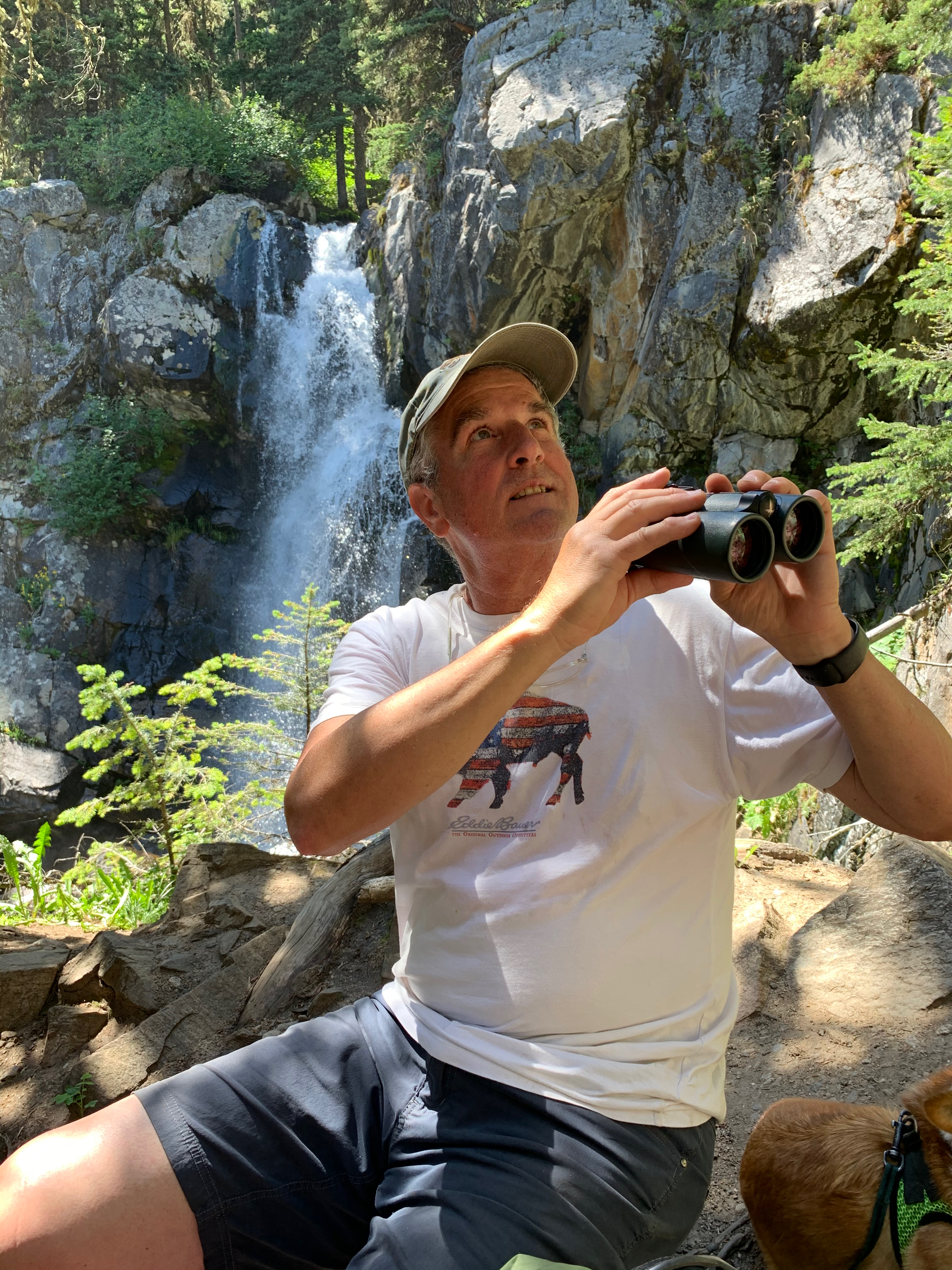
John Marzluff

John Mark Marzluff (* 1958 in Lawrence) ist ein US-amerikanischer Ornithologe und Ökologe. Er hat eine Professur an der University of Washington inne. Sein Forschungsschwerpunkt liegt auf der Naturschutzbiologie Hawaiis und Washingtons sowie der Erforschung der Rabenvögel (Corvidae), über die er mehrere populärwissenschaftliche Bücher geschrieben hat.

## Leben
John Marzluff kam 1958 als dritter Sohn von Joseph O. Marzluff und Elizabeth P. Marzluff (geborene Polli) in Lawrence (Kansas) zur Welt. Nach seinem Schulabschluss schrieb er sich an der University of Montana ein, wo er 1980 mit dem Bachelor of Science in Wildlife Biology abschloss. Anschließend zog er nach Flagstaff, um an der Northern Arizona University seinen Master zu machen. Seine dortigen Studien führte er unter Russel P. Balda durch, der sich damals mit einer urbanen Population von Nacktschnabelhähern (Gymnorhinus cyanocephalus) beschäftigte.  Während seiner Arbeit mit Balda entwickelte Marzluff sein Interesse für Rabenvögel, das seine weitere wissenschaftliche Arbeit bestimmen sollte. 1982 lernte er seine spätere Frau Colleen Sanford kennen, die ebenfalls an der Northern Arizona University studierte und unter Balda als technische Assistentin arbeitete. Die beiden heirateten 1985. 
John Marzluff promovierte 1987 mit einer Arbeit über das Sozialverhalten von Nacktschnabelhähern und lernte kurz darauf den Entomologen Bernd Heinrich kennen. Seine Dissertationsarbeit trug den Titel Individual Recognition and the Organization of Pinyon Jay (Gymnorhinus cyanocephalus) Societies. Heinrich hatte sich in seiner Heimat Maine der Ornithologie zugewandt und beschäftigte sich mit Kolkraben (Corvus corax). Er lud Marzluff ein, das Verhalten der Tiere in Maine zu studieren, worauf John und Colleen Marzluff eingingen. Sie verließen Arizona und zogen zu Heinrich an den Webb Lake. Die Forschung an den dortigen Kolkraben nahm drei Jahre in Anspruch. Sie wurde von der University of Vermont getragen und von der National Science Foundation mit 50.000 US-Dollar gefördert, was die Kosten aber nur dürftig deckte und die Marzluffs zu finanziellen Abstrichen zwang. Die Zeit in Maine verarbeiteten sie später in dem Buch Dog Days, Raven Nights.  Im Anschluss daran erhielt John Marzluff eine Stellung an der University of Washington, wo er mittlerweile eine Professur innehat. Zusammen mit Colleen Marzluff hat er zwei Töchter.

## Wissenschaftliches und publizistisches Werk

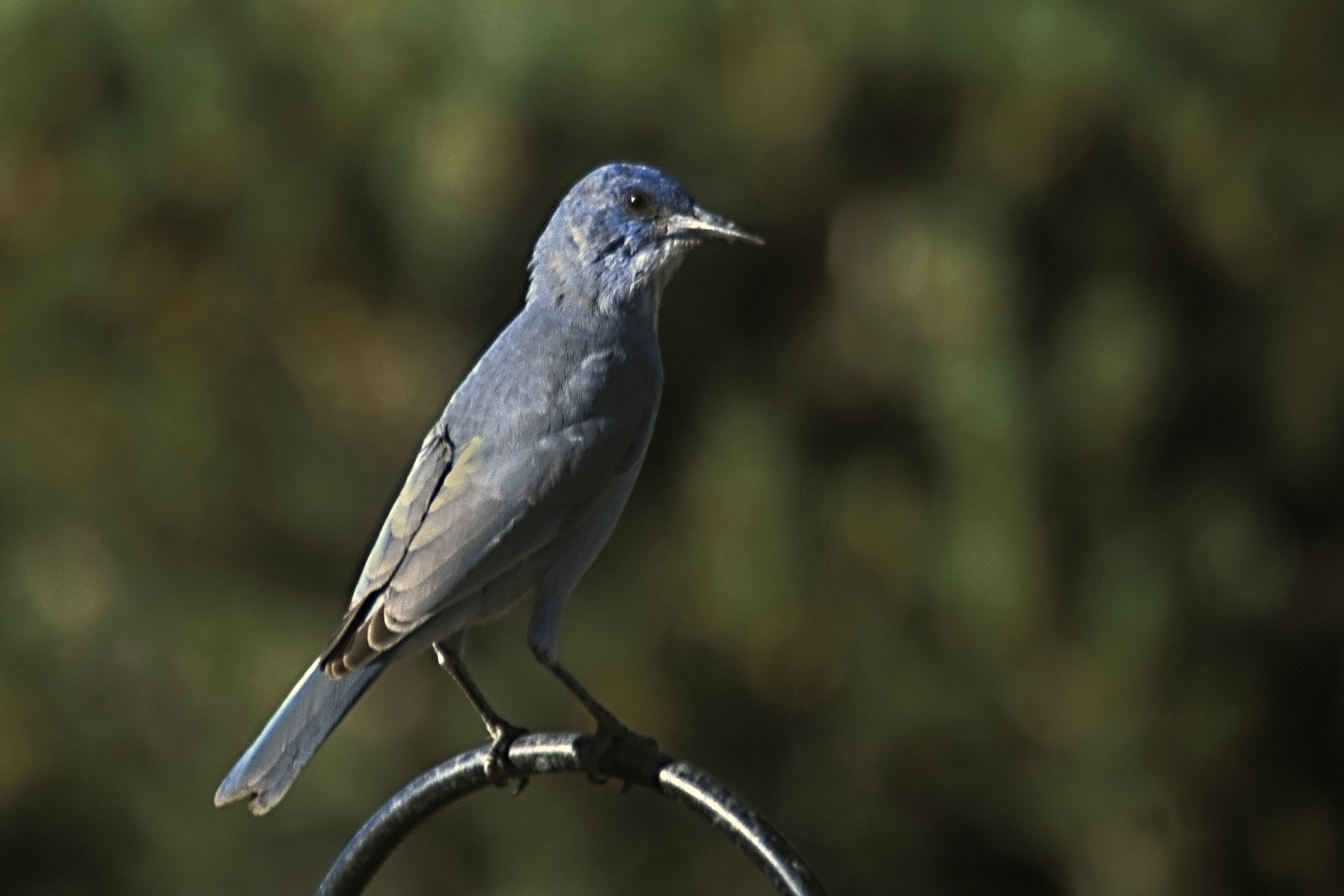
Ein nordamerikanischer Nacktschnabelhäher. Marzluffs und Baldas Monografie über diese Art gilt bis heute als Standardwerk.

John Marzluff beschäftigte sich während seiner wissenschaftlichen Laufbahn vor allem mit Rabenvögeln. Schwerpunkte waren dabei unter anderem der Nacktschnabelhäher, der Kolkrabe, urbane Populationen der Amerikanerkrähe (Corvus brachyrhynchos) und die Guamkrähe (Corvus kubaryi). Neben mehreren hundert Fachpublikationen hat Marzluff auch verschiedene populärwissenschaftliche Bücher zu diesem Themenbereich verfasst. Dabei arbeitete er meist eng mit Tony Angell als Illustrator oder Mitautor zusammen. Die Monografie The Pinyon Jay, die Marzluff zusammen mit Russel P. Balda verfasste, gilt bis heute als ein Standardwerk über den Nacktschnabelhäher. Für In the Company of Crows and Ravens erhielt er zusammen mit Angell 2006 den Washington State Book Award. Marzluff verfasste zusammen mit Steven Madge das Rabenvogel-Kapitel des Handbook of the Birds of the World und ist Leiter des USFWS Recovery Teams zum Schutz der Marianenkrähe. Ihren Forschungsaufenthalt in Maine verarbeiteten John und Colleen Marzluff 2011 in Dog Days, Raven Nights. Zusammen mit Tony Angell verfasste Marzluff 2012 ein weiteres Buch über Raben und Krähen, Gifts of the Crow.